# Ytterlands bådan
Ytterlands bådan är en ö nära Husskär i Nagu,  Finland. Den ligger i Skärgårdshavet i Pargas stad i den ekonomiska regionen  Åboland i landskapet Egentliga Finland, i den sydvästra delen av landet. Ön ligger omkring 6 kilometer nordost om Husskär, 23 kilometer sydost om Nagu kyrka, 48 kilometer söder om Åbo och omkring 160 kilometer väster om Helsingfors. Närmaste allmänna förbindelse är förbindelsebryggan vid Stenskär som trafikeras av M/S Nordep och M/S Cheri.
Öns area är 0,4 hektar och dess största längd är 100 meter i sydöst-nordvästlig riktning. Närmaste större samhälle är Dragsfjärd, 19,3 km öster om Ytterlands bådan.